# Сірино (Лузький район)
Сі́рино (рос. Сирино) — присілок у складі Лузького району Кіровської області, Росія. Входить до складу Лальського міського поселення.
Населення становить 31 особа (2010, 43 у 2002).
Національний склад станом на 2002 рік — росіяни 98 %.